# René Taton
René Taton, (L'Échelle (Ardenes), 4 d'abril de 1915 - Ajaccio (Còrsega), 9 d'agost de 2004), fou un historiador de les ciències francès, coeditor de la Revue d'histoire des sciences, director del Centre Alexandre Koyré i coordinador de la colossal Història general de les Ciències, obra de referència per a la història de les ciències.

## Carrera
El 1935 va acabar els estudis de Magisteri a l'Escola normal superior de Saint-Cloud. Obtingué una plaça d'agregat de matemàtiques el 1941. El 1946 va començar la seva tesi doctoral sobre Gaspard Monge, sota la direcció de Gaston Bachelard. El 1948 conegué George Sarton, director de la revista Isis.
El 1951 presentà la seva tesi sobre Monge i una altra tesi complementària sobre Girard Desargues i, el 1952, entrà al CNRS, a la secció de filosofia, com a únic agregat de matemàtiques.
El 1954 fou nomenat cap de l'International Council of Scientific Unions, ICSU (Consell internacional per la ciència), promogut per la Unesco després de la II Guerra Mundial. Des de 1948, organitzà les conferències del Palais de la Découverte, el seminari d'història de les matemàtiques de l'IHP (Institut Henri Poincaré).
El 1957, contribuí a la creació de la secció d'història de les ciències de l'EHESS, amb la col·laboració de Fernand Braudel i d'Alexandre Koyré i Taton succeí Koyré al seu front des de 1964 a 1983.

## Obres
- Pour continuer le calcul intégral (collection de l'Abbé Moreux), 1945.
- Histoire du calcul, coll. «Que sais-je?», 1946
- Le calcul mécanique, Presses universitaires de France, coll. «Que sais-je?» nº 367, París, 1949. (amb Jean-Paul Flad)
- Le calcul mental, Presses universitaires de France, coll. «Que sais-je?» nº 605, París, 1953.
- Causalités et accidents de la découverte scientifique : illustration de quelques étapes caractéristiques de l'évolution des sciences, éditions Masson, coll. «Évolution des sciences» nº 6, Paris, 1955.
- La Perspective, Presses universitaires de France, coll. «Que sais-je?» nº 1050, Paris, 1963. (amb Albert Flocon)
- Histoire générale des sciences (coordinador), de 1957 à 1964, (reedició de 1966 a 1983).
- Études d'histoire des sciences (recollits pel seu 85è aniversari per Danielle Fauque, Myriana Ilic i Robert Halleux), éditions Brepols, coll. «De diversis artibus» nº 47, Turnhout, 2000.
- Derniers écrits, 2000, (reunits per R. Halleux)
- Les seves tesis meticuloses sobre Gaspard Monge (1746-1818) i Girard Desargues (1591-1661), l'erigiren com a mestre en la història de la perspectiva.

## LaHistòria General de les Ciències
La més gran contribució, però, de René Taton a la història de la ciència és la seva Història General de les Ciències que coordinarà i revisarà durant deu anys, de 1957 a 1964. Representarà la majoria d'edat de la disciplina. Una visió objectiva i exhaustiva de l'evolució interna de les idees científiques, relacionada als fets precisos i amb una bibliografia completa.
Taton i els seus estrets col·laboradors concretaran l'obra en un treball de més de tres mil pàgines, repartides en 4 volums: 
- el primer, sobre Ciències antigues i medievals, compta amb 21 autors.
- el segon, sobre l'Edat Moderna, 25 autors.
- el tercer, sobre la Ciència Contemporània, 25 autors.
- el quart, també sobre l'Edat Contemporània, 56 autors.

L'obra ha estat reeditada i traduïda a diverses llengües i, encara avui és considerada una referència indispensable.
N'existeixen diverses edicions, fetes a Barcelona, en espanyol. La primera d'Ediciones Destino, S. A., en 5 volums, de 1972, i una altra de l'Editorial Orbis, en 18 toms, de 1988.